# فرط الإستروجينية
فرط الإستروجينية (بالإنجليزية: Hyperestrogenism)‏ هي حالة طبية يرتفع فيها مستوى الإستروجين في الدم عن النسب الطبيعية.

## الأسباب
من الأسباب أورام المبيض، أو أمراض وراثية كمتلازمة زيادة الأروماتيز أو تعاطي الإستروجين كالعلاج التعويضي ووسائل تحديد النسل الهرمونية. وكذلك تليف الكبد؛ حيث تقل عمليات الأيض الخاصة بالإستروجين فيرتفع مستواه بدون حدوث زيادة في الإفراز.

## الأعراض والعلامات
علامات ارتفاع مستوى الإستروجين، غالبًا الإسترون أو الإستراديول مع ارتفاع مستوى الهرمون المنشط للحوصلة (FSH) والهرمون المنشط للجسم الأصفر (LH)، وانخفاض مستوى هرمون الأندروجين كالتستوستيرون، وارتفاع الإستروجين يؤدي بدوره إلى: عدم انتظام الدورة الشهرية، نزيف المهبل، زيادة حجم الرحم والثدي، انقطاع الطمث وبلوغ مبكر مماثل للجنس في الأطفال. وفي الرجال: قصور الغدد التناسلية، تثدي الرجل، ضعف الانتصاب وانخفاض الرغبة الجنسية.
وإذا لم يتم علاجه قد يؤدي إلى ارتفاع خطر الإصابة بالسرطانات الحساسة للإستروجين كسرطان الثدي.

## العلاج
يتم العلاج جراحيًّا في حالة الأورام، وتقليل جرعة الإستروجين في حالة تعاطيه دوائيًّا، والأدوية المثبِّطة للإستروجين كالبروجستيرون ومضاهئات الهرمون الموجه للغدد التناسلية، وقد يتم العلاج بالأندروجين في الذكور.